# Lola (chanson de Superbus)
Pour les articles homonymes, voir Lola.
Singles de Superbus
Butterfly Travel the World
Pistes de Wow
Over you Tiens le fil
Lola est une chanson du groupe de rock français Superbus qui figure sur leur troisième album studio Wow sorti en 2006. Elle a été éditée en single en juillet 2007.

## Historique
La chanson, diffusé en radio dès mars 2007, est sorti en single en juillet 2007, soit quatre mois après le single Butterfly, et a été classé no 7 en France.
Les paroles traitent de l'homosexualité féminine, un thème que Jennifer Ayache voulait absolument aborder sur Wow.
Le titre Nelly, présent sur le quatrième opus du groupe, Lova Lova, est une réponse à Lola. Nelly est en fait la personne qui lui téléphonait.
Le clip, réalisé par Arno Bani, représente Jennifer Ayache dans une baignoire avec des pétales de rose qui tombent du plafond, puis le groupe entier chantant dans un grand salon.
La chanson est le thème de la série grecque Λολα (en) inspiré de la série argentine Lalola.

## Classement
| Classement (2007)                       | Meilleure position |
| --------------------------------------- | ------------------ |
| Belgique (Wallonie Ultratop 50 Singles) | 13                 |
| France (SNEP)                           | 7                  |
| Suisse (Schweizer Hitparade)            | 72                 |

## Reprises
- Sarah, le 29 mars 2008 lors de l'émission Iapiap !
- Amandine Bourgeois, le 7 mai 2008 lors de l'émission Nouvelle Star
- Le groupe Ambïose le 26 mars 2022 lors de la 26e édition du festival Elfondurock, à Marcoussis, devant près de 450 personnes.
- Hoshi  aux côtés du groupe et de Nicola Sirkis reprennent la chanson qui sort en single le 7 février 2025.